# Semarang Jaya
Semarang Jaya is een bestuurslaag in het regentschap Lampung Barat van de provincie Lampung, Indonesië. Semarang Jaya telt 1982 inwoners (volkstelling 2010).